# Tiffin (Ohio)
Tiffin é uma cidade localizada no estado norte-americano de Ohio, no Condado de Seneca.

## Demografia
Segundo o censo norte-americano de 2000, a sua população era de 18.135 habitantes.
Em 2006, foi estimada uma população de 17.347, um decréscimo de 788 (-4.3%).

## Geografia
De acordo com o United States Census Bureau tem uma área de
17,2 km², dos quais 16,8 km² cobertos por terra e 0,4 km² cobertos por água.

## Localidades na vizinhança
O diagrama seguinte representa as localidades num raio de 20 km ao redor de Tiffin.